# Doran Grant
Doran Grant (Akron, 30 novembre 1992) è un ex giocatore di football americano statunitense che ha militato nel ruolo di cornerback.

## Biografia

### Pittsburgh Steelers
Dopo avere giocato al college a football ad Ohio State dove vinse il campionato NCAA nel 2014, Grant fu scelto nel corso del quarto giro (121º assoluto) del Draft NFL 2015 dai Pittsburgh Steelers. Debuttò come professionista subentrando nel quattordicesimo turno contro i Cincinnati Bengals. La sua stagione da rookie terminò con tre presenze.

## Statistiche
| Partite totali      | 3 |
| Partite da titolare | 0 |
| Tackle              | 0 |
| Sack                | 0 |
| Intercetti          | 0 |

Statistiche aggiornate alla stagione 2015